# Хагоромо Бунгу
Хагоромо Бунгу — производитель канцелярских товаров со штаб-квартирой в Касугаи, префектуре Айти.
Известен своим мелом среди математиков.
Компания начала производство в 1932 году под другим названием.
Во время войны её завод пострадал от пожара и был закрыт.
Возобновил работу в 1947 году. В 1955 году головной офис переехал в Касугаи.
Производимый школьный мел занимал 30 % внутреннего рынка Японии.
В 2014 году из-за сокращения рынка и конкуренции со стороны других компаний было принято решение о выходе из бизнеса.
В феврале 2015 года остановилось производство, а в марте прекратились продажи.
После объявления о выходе из бизнеса произошёл всплеск спроса на мел за пределами Японии; в частности около 200 математиков США совместно купили 1 тонну мела.
После короткого перерыва мел Хагоромо начал производиться в Южной Корее, куда были проданы две из трёх машин для производства мела, а также права на марку.